# Juande Ramos
Juan de la Cruz Ramos Cano (Ciudad Real, 25 september 1954) - alias Juande Ramos - is een Spaans voormalig voetbaltrainer en voetballer. Als voetbaltrainer had Ramos vooral successen met Sevilla, waarmee hij tweemaal achter elkaar de UEFA Cup won in de seizoenen 2005/06 en 2006/07.

## Loopbaan als speler
Van 1973 tot 1977 speelde Ramos als middenvelder met Elche in de Primera División. Vervolgens was hij actief voor kleinere clubs uit de regio Valencia, te weten Alcoyano, Eldense, Linares, Alicante en Dénia. Op 28-jarige leeftijd moest Ramos vanwege een zware knieblessure zijn loopbaan als voetballer beëindigen.

## Loopbaan als trainer
Na seizoenen bij Alcoyano (1993/94), Levante (1994/95) en Logroñés (1995/96) werd Ramos voor het seizoen 1996/97 aangesteld als trainer van FC Barcelona B. Onder zijn leiding eindigde het tweede elftal van FC Barcelona op een negentiende plaats in de Segunda División A, wat degradatie naar de Segunda División B en tevens het ontslag van Ramos betekende. Van 1998 tot 2001 was Ramos vervolgens werkzaam bij Rayo Vallecano. Met de Madrileense club behaalde hij in 1999 promotie van de Segunda División naar de Primera División en in 2001 werd de kwartfinale van de UEFA Cup bereikt. Na deze successen maakte Ramos in de zomer van 2001 de overstap naar het gepromoveerde Real Betis, waarmee hij in het seizoen 2001/02 een verrassende zesde plaats in de Primera División behaalde, waardoor de Andalusische club mocht deelnemen aan de UEFA Cup. Na een seizoen bij Real Betis wisselde Ramos weer van club. 
In augustus 2002 werd hij aangesteld bij Espanyol, maar in oktober van hetzelfde jaar volgde zijn ontslag. In het seizoen 2003/04 was Ramos werkzaam als trainer van Málaga. In 2005 werd de Spanjaard aangesteld bij Sevilla, wat het begin van een succesperiode betekende. Zowel nationaal als internationaal werden goede resultaten behaald. In de Primera División eindigde Sevilla onder leiding van Ramos op een vijfde (2006) en een derde plaats (2007). Bovendien werden de Copa del Rey en de Supercopa de España in 2007 gewonnen. Europees succes was er ook met twee UEFA Cups (2006, 2007), de UEFA Super Cup (2006) en deelname aan de UEFA Champions League (2007). In 2007 vond Ramos het tijd voor een nieuwe uitdaging en nadat zijn contract was afgekocht, vertrok hij naar Tottenham Hotspur. Bij de Engelse club volgde Ramos in oktober de Nederlander Martin Jol op. Op 26 oktober 2008 werd Ramos ontslagen bij Tottenham Hotspur, vanwege tegenvallende resultaten.
Vanaf 9 december 2008 was Ramos de opvolger van Bernd Schuster bij Real Madrid. Zijn officiële debuut maakte hij een dag later in een UEFA Champions League-groepswedstrijd tegen Zenit Sint-Petersburg, een thuiswedstrijd die Real Madrid met 3–0 won.
Op 10 september 2009 vertrok Ramos naar CSKA Moskou en tekende een contract tot het eind december 2009. Op 26 oktober 2009 kwamen de club en Ramos overeen om het contract te ontbinden.
Op 1 oktober 2010 tekende Ramos een vierjarig contract bij Dnipro, waar hij vervolgens vertrok aan het einde van seizoen 2013/14.
Op 27 mei 2016 keerde Ramos terug naar Málaga om voor de tweede keer in zijn carrière trainer te worden van de club, waar hij een driejarig contract tekende. Zowel de club als Ramos kwamen op 27 december 2016 overeen om hetcontract te ontbinden.

## Getrainde clubs
- 1993–1994 Alcoyano
- 1994–1995 Levante
- 1995–1996 Logroñés
- 1996–1997 FC Barcelona B
- 1998–2001 Rayo Vallecano
- 2001–2002 Real Betis
- 2002–2003 Espanyol
- 2003–2004 Málaga
- 2005–2007 Sevilla
- 2007–2008 Tottenham Hotspur
- 2008–2009 Real Madrid
- 2009 00000CSKA Moskou
- 2010–2014 Dnipro
- 2016 00000Málaga

## Erelijst
Sevilla
- Copa del Rey: 2006/07
- Supercopa de España: 2007
- UEFA Cup: 2005/06, 2006/07
- UEFA Super Cup: 2006

 Tottenham Hotspur
- Football League Cup: 2007/08

Individueel
- Trofeo Miguel Muñoz: 2006–07